# Laureano Fuentes Matons
Laureano Fuentes Matons (Santiago de Cuba, 3 de julio de 1825 - 30 de septiembre de 1898) fue un compositor, director de orquesta y violinista cubano.
Descendiente de una familia de músicos asentados en la ciudad de Santiago desde fines del siglo XVII, fue alumno de Juan París, Francisco José Hierrezuelo y Joan Casamitjana Alsina.
A la edad de 15 años logró obtener, por oposición, el puesto de violín primero en la Capilla de Música de la Catedral de Santiago. Hizo estudios de filosofía y latín en el seminario San Basilio el Magno, en Santiago.
En 1844 fundó una orquesta y una academia de música.
El 16 de mayo de 1874 se estrenó en el teatro Reina de Santiago de Cuba la ópera La hija de Jefté de Laureano Fuentes, con libro de Juan Arnao. Más tarde Fuentes la amplió y la tradujo al italiano, con el nombre de Seila. Esta nueva versión fue cantada en 1917 (diecinueve años después de la muerte del autor), en el Teatro Nacional, por la compañía operística de Bracale.
Fue el primer cubano que compuso una ópera.
También compuso un poema sinfónico «con todas las características del género», según Alejo Carpentier.
Su catálogo de obras resulta de gran extensión, casi todas llegadas hasta hoy, y se mueven entre la tradición clásica implantada por Esteban Salas y Juan París, hasta el romanticismo propio del carácter del autor.
Escribió música religiosa y también profana.
Entre sus obras litúrgicas, existen misas, himnos, responsorios, salmos, antífonas, lecciones, invitatorios, secuencias, benedictus, graduales y otras piezas, sobre todo su Stabat máter (1893).
Además, el poema sinfónico América (1892), y algunas oberturas orquestales, música de cámara (6 sonatas, dos tríos para violín, flauta y piano, tríos para arcos); obras para piano y para violín, como melodías, valses, canciones, mazurcas, romanzas baladas, boleros), danzas y danzones, marchas, las zarzuelas tituladas Me lo ha dicho la partera,El viejo enamorado, Dos máscaras y Desgracia de un tenor.
Llegó a dominar diversos instrumentos.
En 1893 publicó un estudio acerca de diferentes facetas de la vida musical de la ciudad: Las artes en Santiago de Cuba, valiosa relación de eventos, aunque a veces un tanto exagerada.
Allí presenta una transcripción del Son de la Ma Teodora, supuestamente compuesto en el siglo XVI.
En 1896, Fuentes Matons emigró a Jamaica, donde falleció dos años después, el 30 de septiembre de 1898, a los 73 años, luego de escribir Americanos en Cuba, su última obra.
Fue profesor de su hijo Laureano Fuentes Pérez (1854-1927) y de Rodolfo Hernández (1856-1937), entre otros.
En 1946, el escritor cubano Alejo Carpentier publicó en Venezuela La música en Cuba, donde presenta información acerca de Fuentes.